# Andreas Deuschle (Politiker)

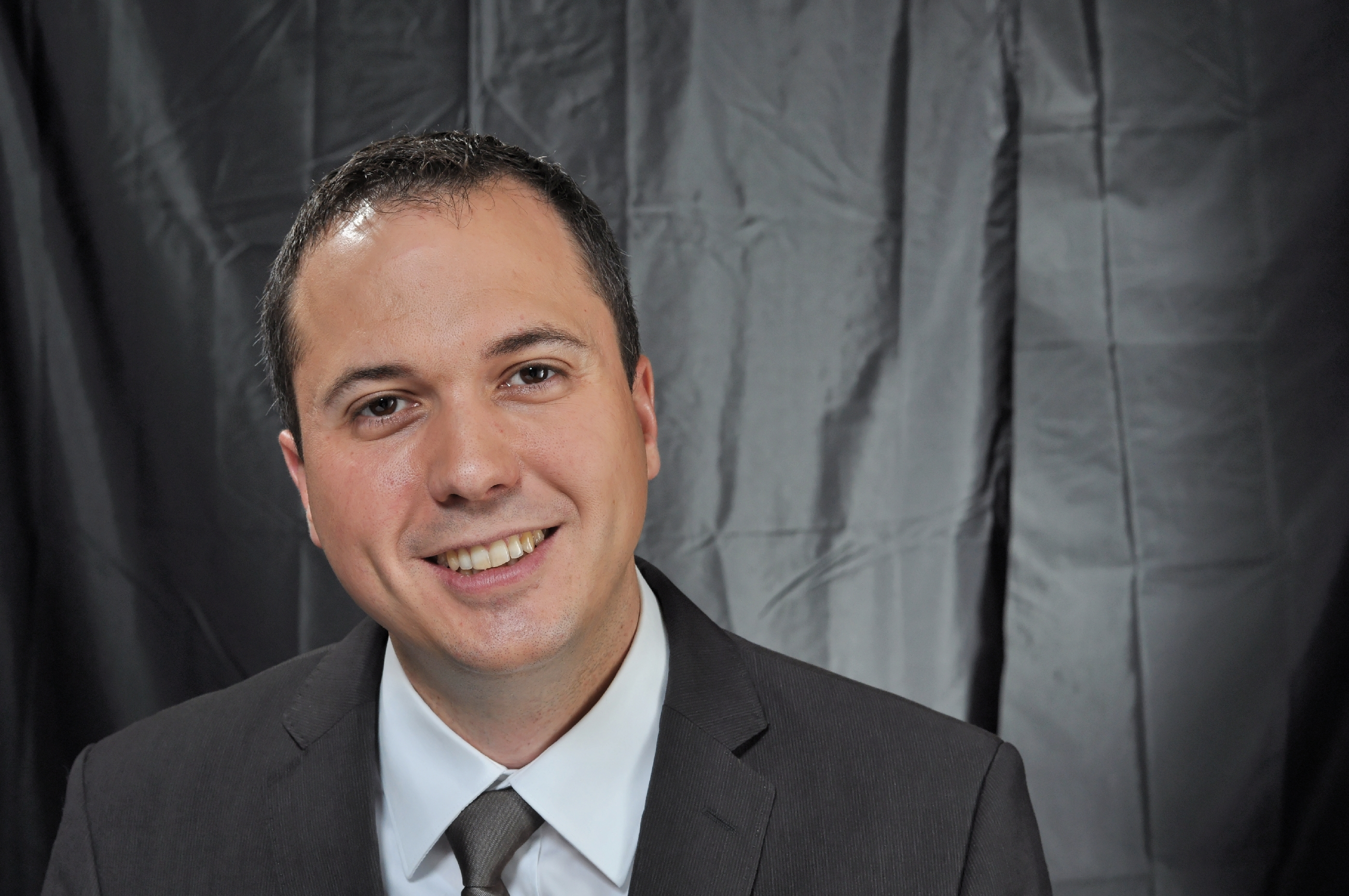
Andreas Deuschle, 2013

Andreas Deuschle (* 18. November 1978 in Nürtingen) ist ein deutscher Politiker (CDU). Er ist seit April 2011 Abgeordneter im Landtag von Baden-Württemberg.

## Ausbildung und Beruf
Andreas Deuschle studierte nach dem Abitur in Esslingen am Neckar an der Eberhard-Karls-Universität Tübingen Rechtswissenschaften mit Abschluss des ersten juristischen Staatsexamens. Er war Referendar am Landgericht Stuttgart, legte das zweite juristische Staatsexamen ab und erlangte die Befähigung zum Richteramt.
Deuschle arbeitete von 2007 bis 2021 als Syndikus-Rechtsanwalt beim Energiekonzern EnBW, dabei seit 2011 in Teilzeit. Er ist zugelassener Rechtsanwalt.

## Politische Tätigkeit
Deuschle wurde 1999 zum Vorsitzenden der Jungen Union im Gebietsverband Deizisau-Plochingen gewählt. Von 2003 bis 2008 war er Mitglied des Landesvorstands der Jungen Union Baden-Württemberg. Im Landesverband Baden-Württemberg der Jungen Union war er Referent für inhaltliche Fragen. Als Mitarbeiter im Stab der CDU-Landesgeschäftsstelle war er für die Planung und Vorbereitung des Bundestagswahlkampfes der Südwest-CDU 2005 zuständig. Von 2008 bis 2010 war er Vorsitzender Richter am Landesschiedsgericht der Jungen Union. Zur Bundestagswahl 2009 wurde er von seiner Partei für Listenplatz 22 der baden-württembergischen CDU-Landesliste nominiert, erreichte jedoch kein Mandat.
Bei der Landtagswahl 2011 trat er im Wahlkreis Esslingen an und gewann das Direktmandat mit 36,5 Prozent der Stimmen und einem Vorsprung von knapp zehn Prozentpunkten vor der zweitplatzierten Kandidatin von Bündnis 90/Die Grünen. Bei der Landtagswahl 2016 verlor Deuschle sein Direktmandat, zog jedoch als letzter verbliebener CDU-Abgeordneter eines städtisch geprägten Wahlkreises über ein Zweitmandat wieder in den Landtag ein. Dieses verteidigte er bei der Landtagswahl in Baden-Württemberg 2021. Infolgedessen leitete er bei den grün-schwarzen Koalitionsverhandlungen zur Bildung der Regierung Kretschmann III die übergeordnete Verhandlungsgruppe „Digitalisierung und Innovation“.
Im Landtag war Deuschle seit 2011 digitalisierungspolitischer Sprecher der CDU-Landtagsfraktion sowie auch seit 2016 Vorsitzender des Ausschusses für Wissenschaft, Forschung und Kunst. 2021 wählte ihn die CDU-Landtagsfraktion zu ihrem Parlamentarischen Geschäftsführer. In dieser Funktion ist er auch Erster Stellvertreter des Fraktionsvorsitzenden Manuel Hagel. Innerhalb der CDU-Landtagsfraktion ist er zudem Beauftragter für Angelegenheiten des Bundesrats.
Seit 2018 ist Deuschle Mitglied des Landesfachausschusses für Medien und Medienpolitik der CDU Baden-Württemberg und war zeitweise auch Mitglied des Bezirksvorstandes der CDU Nordwürttemberg. Zudem ist er ehrenamtliches Mitglied im Medienrat und medienpädagogischen Ausschuss der Landesanstalt für Kommunikation Baden-Württemberg sowie im Kuratorium der Hochschule für Technik Stuttgart.
Am 16. Juli 2021 wurde Deuschle von den Mitgliedern des CDU-Kreisverbands Esslingen mit 98,5 Prozent der abgegebenen Stimmen zum neuen CDU-Kreisvorsitzenden gewählt.

## Persönliches
Andreas Deuschle ist evangelisch und wohnt in Esslingen am Neckar. Er ist verheiratet und Vater von zwei Kindern.